# Castel Manfrino
Castel Manfrino è un castello in rovina in località Sella di Castel Manfrino, nelle vicinanze della frazione di Macchia da Sole, nel territorio comunale di Valle Castellana in provincia di Teramo, all'interno del Parco nazionale del Gran Sasso e Monti della Laga.

## Storia
Il castello fu edificato sui resti di un'antica fortezza romana, costruita a difesa della strada che si dipartiva dalla Via Salaria nei pressi di Amatrice e, attraverso il cosiddetto Passo di Annibale, sboccava nella pianura di Campovalano. Costruito in epoca bassomedievale tra il XII e il XIII secolo, deve il suo nome a Manfredi di Svevia figlio di Federico II. Lo storico ascolano Secondo Balena cita anche le nomenclature di Castello di re Manfredi e Castel Manfredino divenuti col trascorrere del tempo Castel Manfrino. Nei documenti è menzionato anche come Castrum Maccle, il castro di Macchia. Nel Catalogus Baronum è indicato come feudo di Macclam in Asculo.
Il fortino servì come punto di osservazione e avvistamento per controllare il tracciato della strada che risaliva dal versante sud della montagna dei Fiori e che dalla località di Civitella del Tronto giunge fino al monte da cui era possibile osservare il versante nord dove si trova la città di Ascoli Piceno.
Il castello fu eretto per volere di Manfredi di Sicilia su antecedenti costruzioni fortificate per controllare, insieme con la fortezza di Civitella del Tronto, le sole strade che attraversavano le montagne e che collegavano Ascoli Piceno a Teramo, meglio conosciute come i percorsi dell'Abruzzo Ascolano.
Durante il XIII secolo, a seguito della scomparsa di Manfredi, il fortino passò ad Armellino di Macchia di Giacomo, in seguito scacciato e considerato ribelle. A questi si avvicendò Pietro d'Isola, angioino, che fu ucciso durante l'attacco che gli ascolani posero in essere ai suoi danni comandati dal suo predecessore Armellino. Gli ascolani sferrarono l'attacco a seguito degli innumerevoli contrasti che si generarono con Carlo d'Angiò e il castello fu per lunghi periodi oggetto di aspre contese per vantare gli antichi diritti. Nell'anno 1273 fu dato in feudo a Riccardo di Agello.
Nel 1280 – 1281, Carlo I commissionò al Maestro Pierre d'Angicourt, lo stesso architetto che disegnò castello di Barletta, al tempo attivo in Abruzzo, la progettazione di una torre da difesa da realizzare all'interno del Castro di Macchia e lo studio di opportune opere di restauro. La torre avrebbe dovuto avere funzioni di guardia ed essere elevata in prossimità dell'ingresso al recinto. Al suo interno dovevano essere previste, a piano terra, una cisterna per la raccolta delle acque piovane, al piano superiore una camera d'aria e gli ultimi due piani sovrastanti fruibili per uso abitativo. La porta di accesso alla torre angioina doveva essere prevista sul lato sud a un'altezza di sicurezza rispetto al piano del calpestio.
Dal 1361, dopo la sconfitta di Manfredi e Corradino di Svevia e la scomparsa per tradimento del dinasta ghibellino Cola di Macchia, Castel Manfrino non apparterrà più alla soggezione ascolana e passerà sotto la giurisdizione della casa regnante di Napoli della dinastia degli Angiò.

## Descrizione

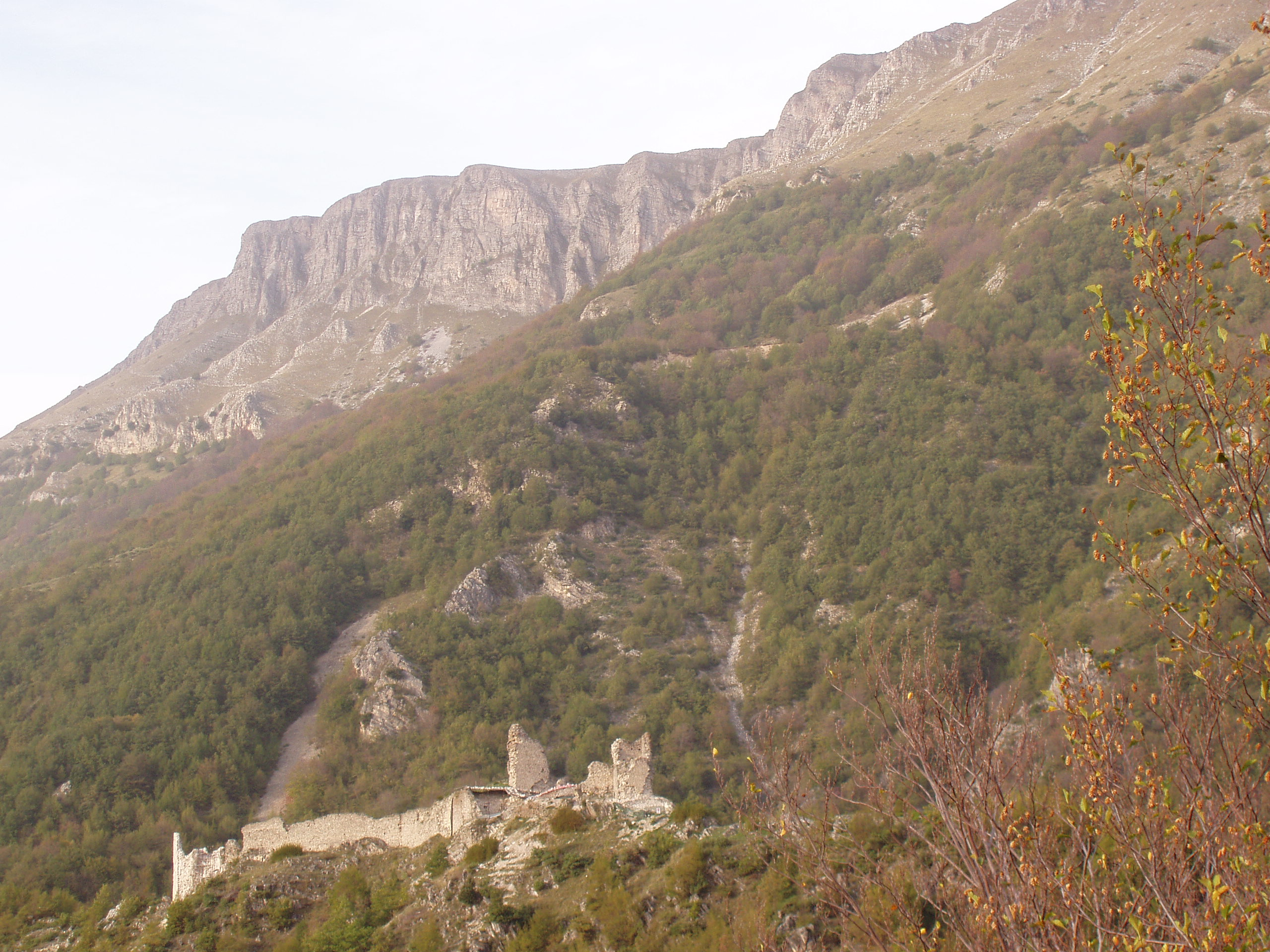
Vista dei ruderi.

I ruderi si trovano a 963 metri di altitudine, su uno sperone roccioso a picco sulla sommità del dirupo che domina il corso del fiume Salinello.
L'altura si eleva fra i monti Gemelli, ossia tra la montagna dei Fiori e la montagna di Campli. Il luogo, strategico e panoramico, offre un'ampia veduta sulle valli sottostanti, idoneo al controllo e all'avvistamento sui percorsi che si snodano nel territorio compreso tra la valle del Salinello e il fosso di Rivolta. Il sito è raggiungibile percorrendo la strada statale 81 Piceno Aprutina che collega le città di Ascoli Piceno e Teramo. Si procede quindi per la strada provinciale 52 e si seguono le indicazioni per la frazione Macchia da Sole. Da questo borgo si origina un sentiero in terra battuta che sale lungo il fianco della montagna e, in circa 20 minuti di cammino a piedi, conduce ai resti del castello.
La pianta del castello si sviluppa con orientamento longitudinale da nord verso sud. Le mura esterne dell'opera fortificata sono state edificate sfruttando al meglio la naturale difendibilità del luogo e seguendo il profilo dello sperone roccioso che le ospita. Non presentano altre aperture oltre il solo ingresso al recinto.
Realizzate con pietre di fiume cementate e levigate solo verso la parte esterna, si allungano per circa 120 metri e l'interno dell'area contenuta sviluppa una larghezza variabile da 8 a 20 metri. Lo spessore delle mura è compreso tra i 50 cm e il metro. La struttura non presenta bastioni, forse originariamente presenti solo in prossimità dell'ingresso rivolto a nord.
Diametralmente opposta all'ingresso, ancora parzialmente conservata e visibile, la torre che non aveva aperture di accesso alla base, articolata su più piani suddivisi con ballatoi di legno e utilizzata sia come residenza del castellano sia come luogo di difesa in caso di necessità. Di questa, a base quadrangolare con lato di circa 10 metri, restano il primo piano e la cisterna, la parte superiore si compone solo di qualche moncone murario, sui lati est e ovest, e una parete esposta ovest. Si allungano oltre la sua base anche sagome di altre stanze che raggiungono la base di una seconda torre, quella centrale alta circa una decina di metri. L'esterno di questa torre mostra una cappa fuligginosa, che sarebbe stato il luogo dove si bolliva l'olio da versare sui nemici. Ad avvalorare questa ipotesi si aggiunge il ritrovamento di due caldaie nel sottostante torrente Rivolta.
All'interno del recinto murario si trovano i resti di una probabile piccola cappella a pianta quadrangolare, vicino alla torre sud. Un documento dell'anno 1277 riferisce della presenza stabile di un cappellano nel castello, avvalorando l'ipotesi dell'esistenza di un luogo di culto. Alla base del tratto di muro sono visibili timide tracce affrescate.
La costruzione di Castel Manfrino è molto simile a quella di altre opere fortificate della provincia di Aquila come San Pio delle Camere.

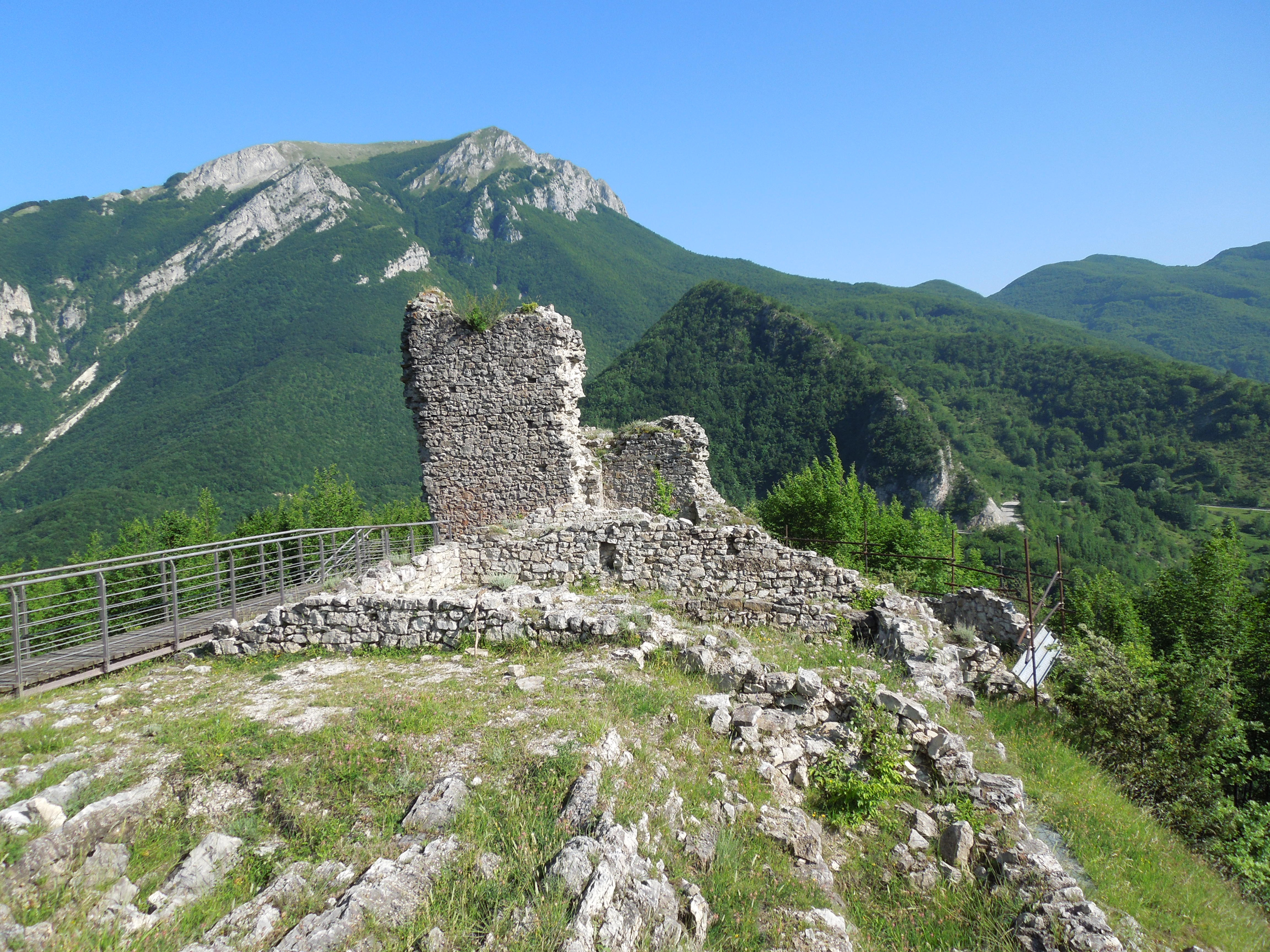
Resti della torre esposta a sud e parziale interno del recinto.
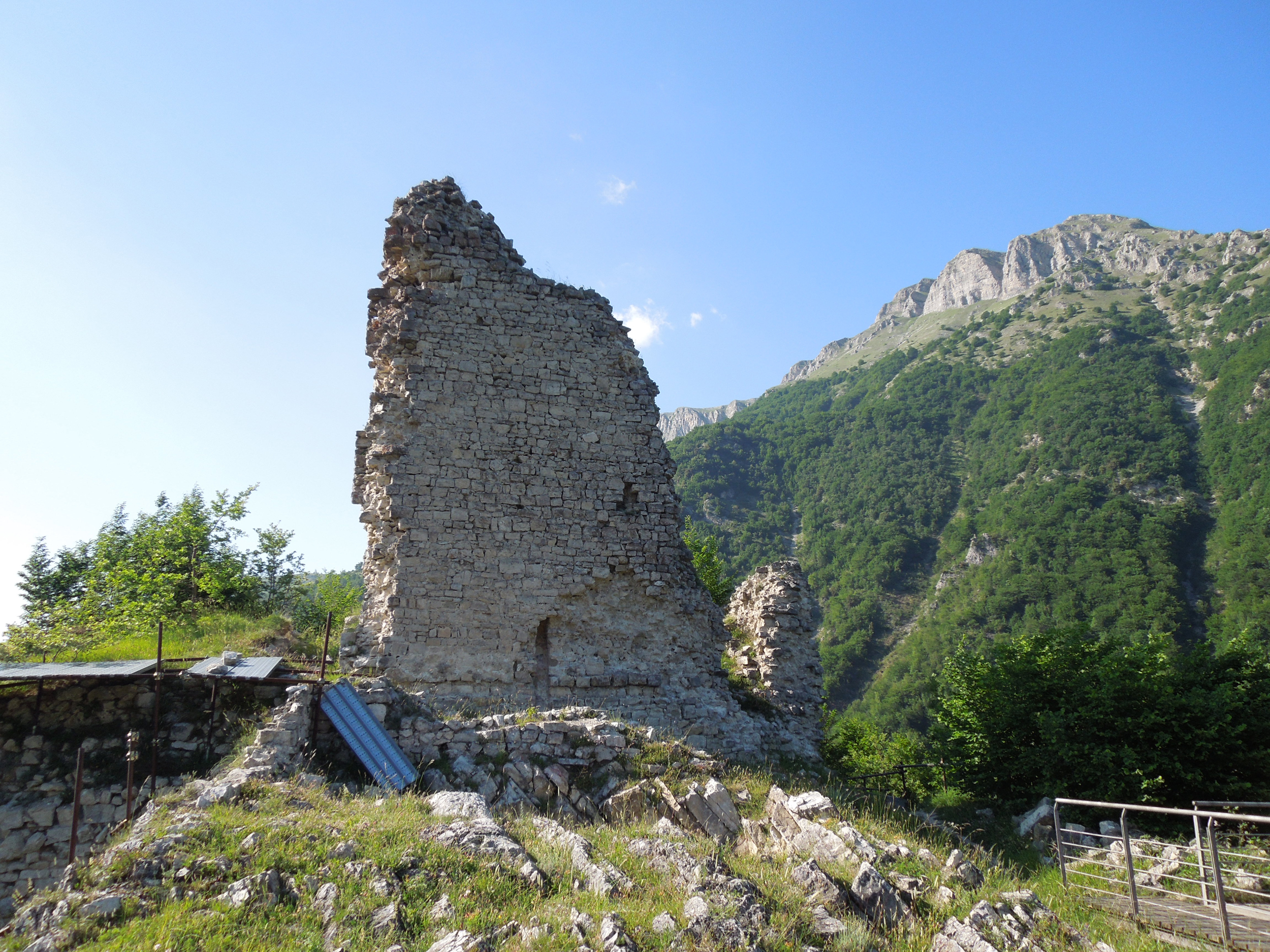
Ruderi della torre, detta anche maschio, al centro del recinto.
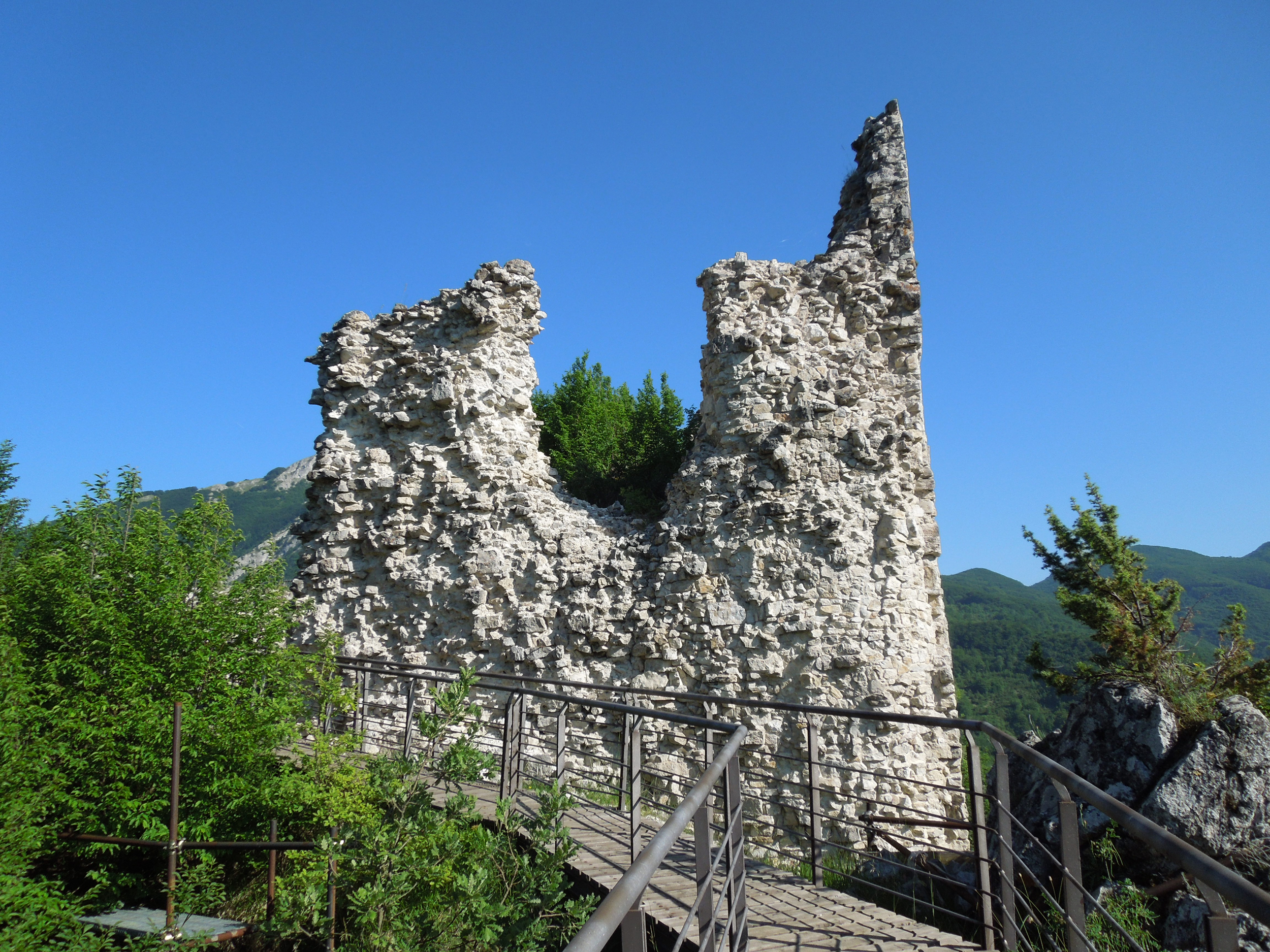
Rovine della torre esposta a nord.
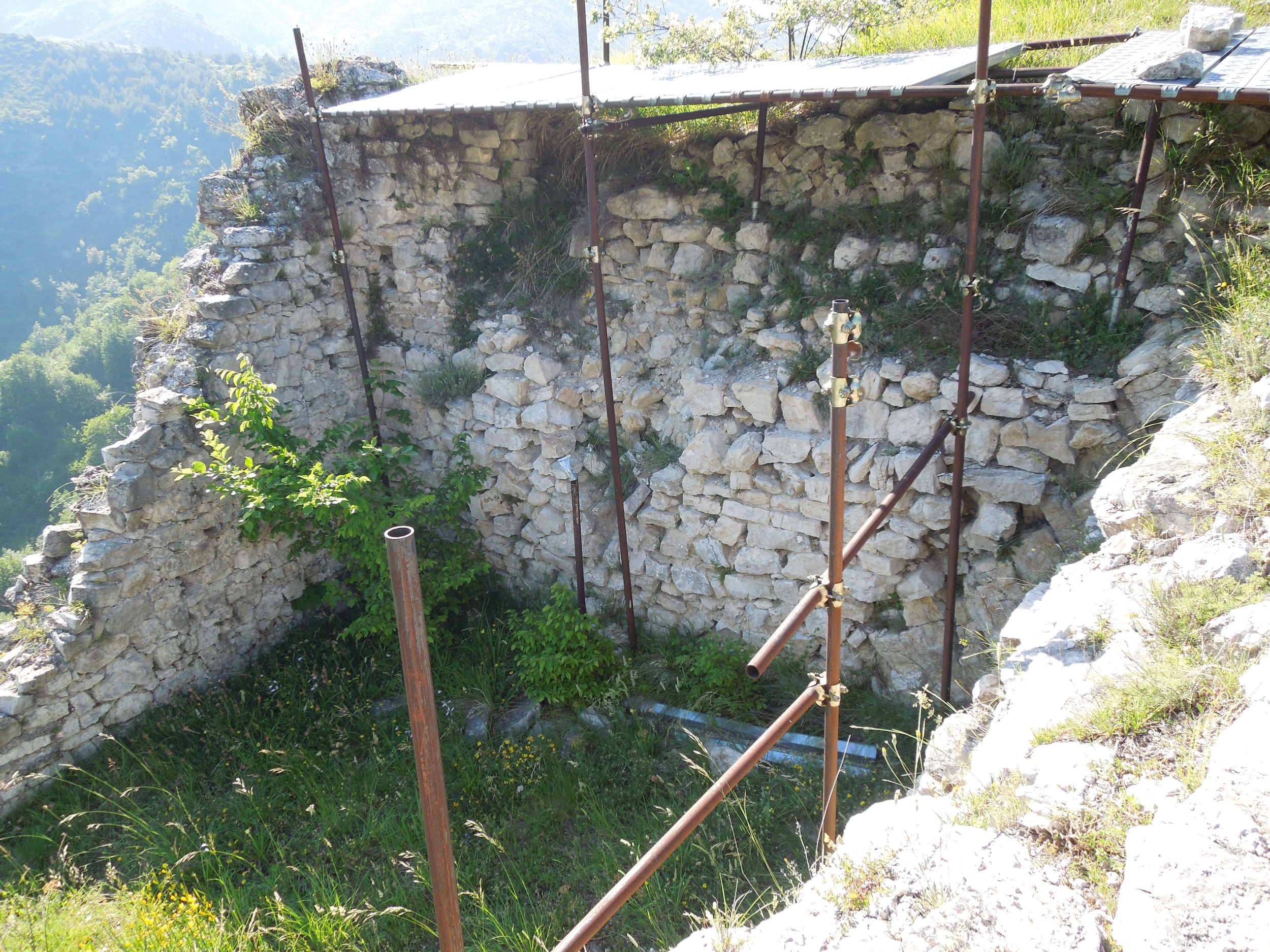
Muro vicino al maschio svevo.
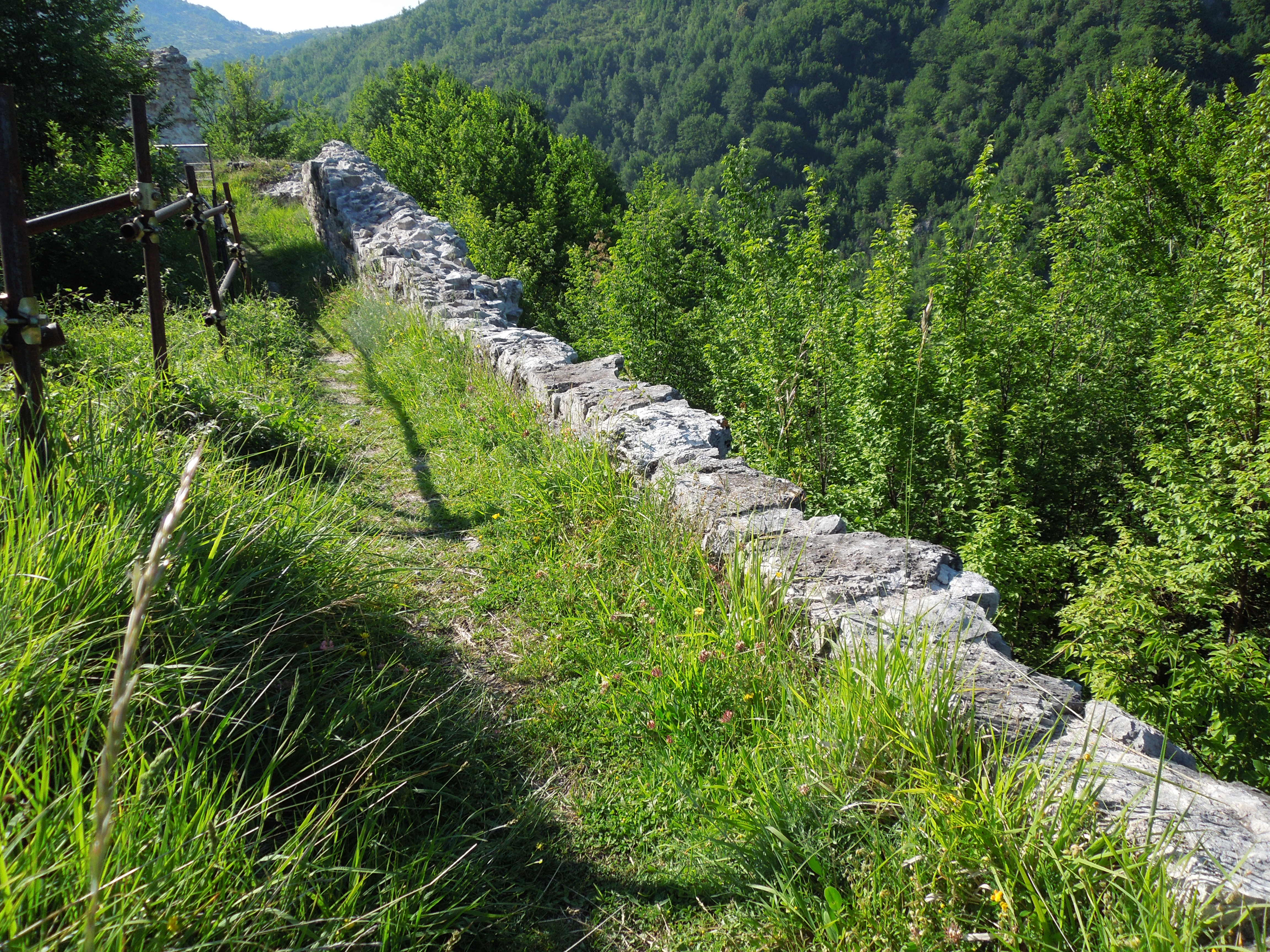
Resti della recinzione muraria.
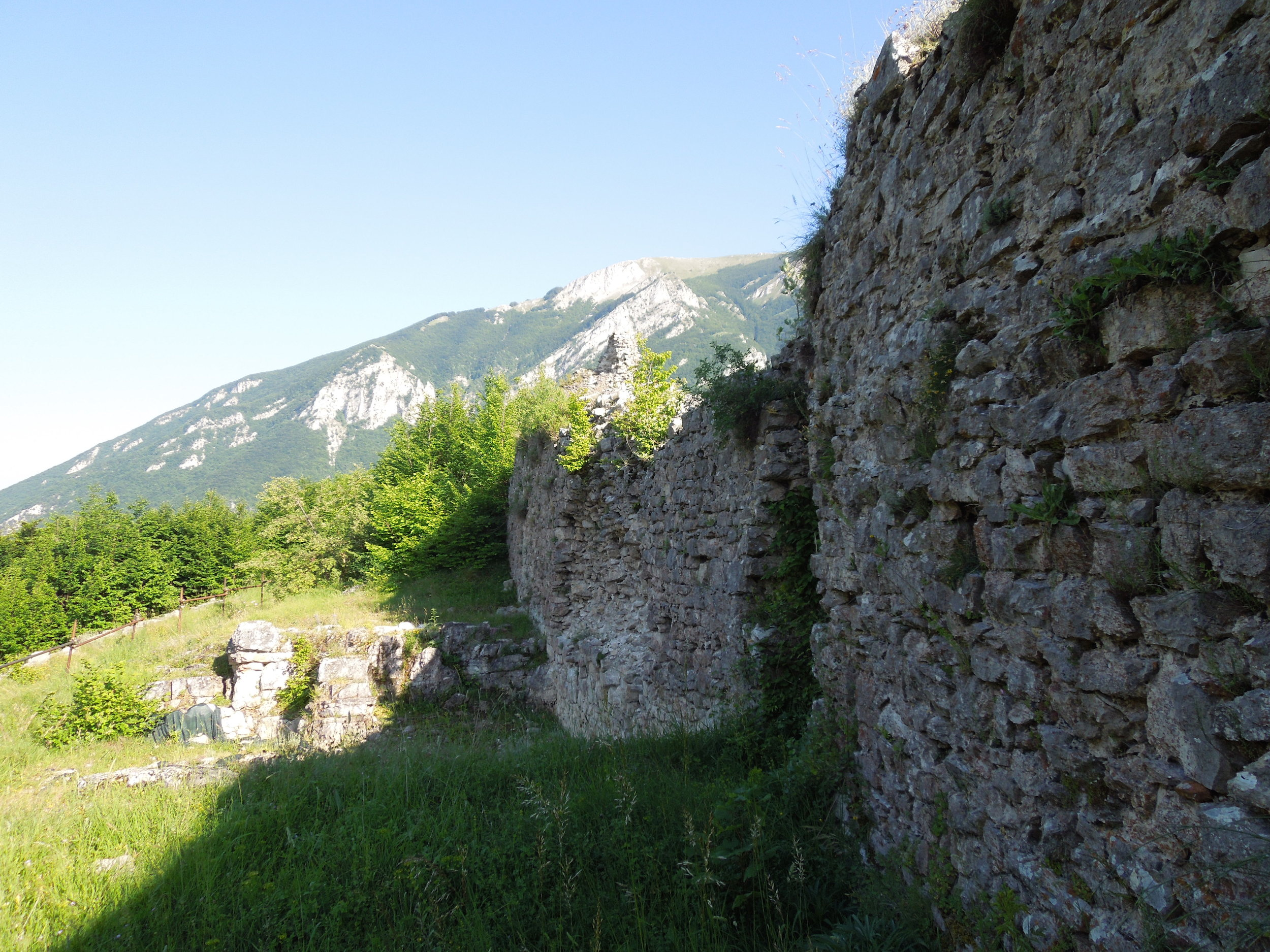
Muro che cinge parte dell'area interna del recinto.
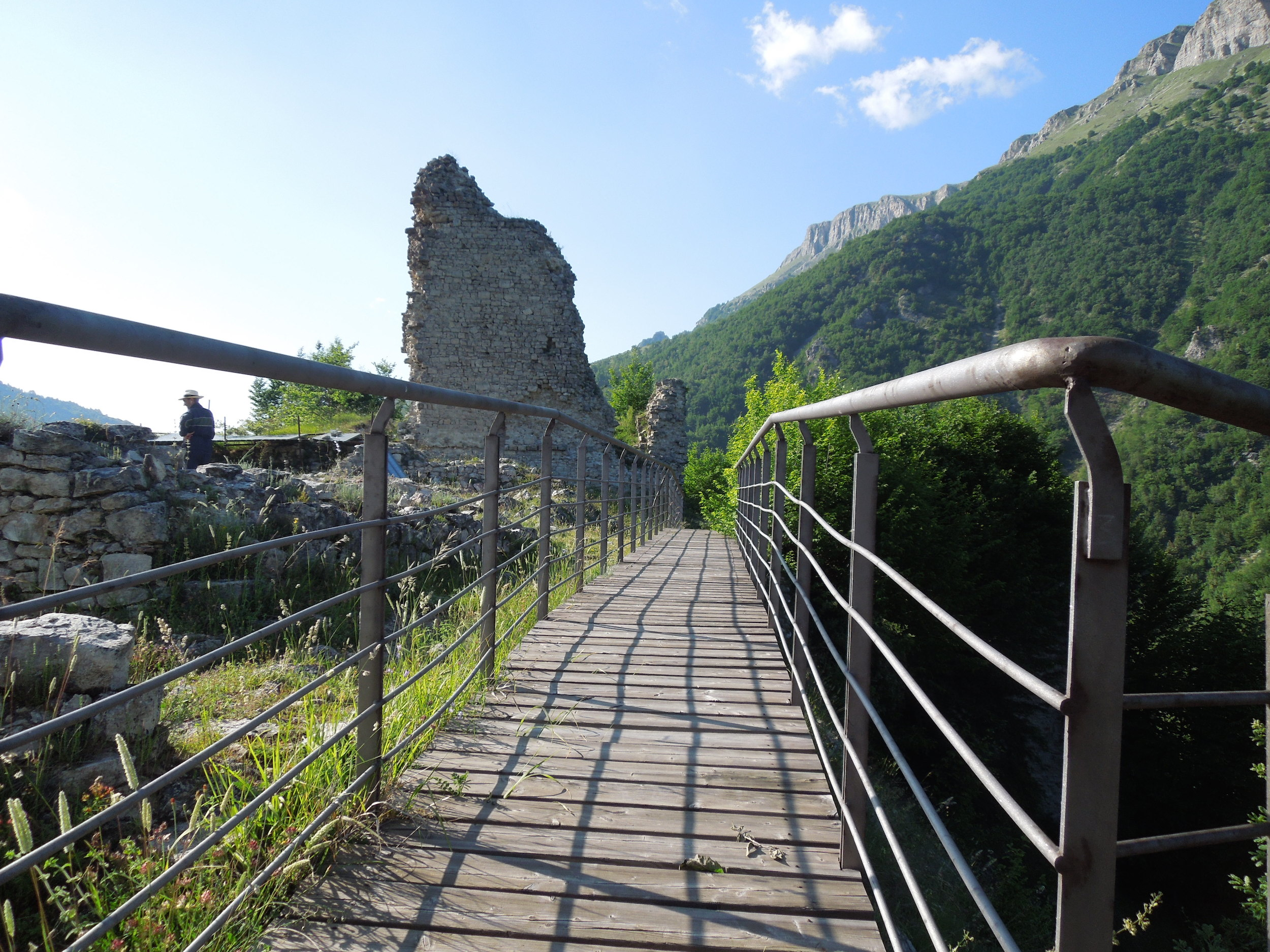
Passerella in legno che ricalca parte del camminamento.

## Ritrovamenti
Da scavi effettuati in periodi diversi, la relazione tecnica degli studi compiuti dal Consorzio Aprutino Patrimonio Storico e Artistico di Teramo elenca i seguenti ritrovamenti:
- varie punte di frecce di ferro classificate come quadrelle;
- frammenti di ceramica databile tra il XVI e il XVII secolo;
- diverse stratigrafie di pavimentazione sottostanti all'attuale piano di calpestio;
- alcune monete;
- tracce di un affresco, affiorato dallo svuotamento della torre.

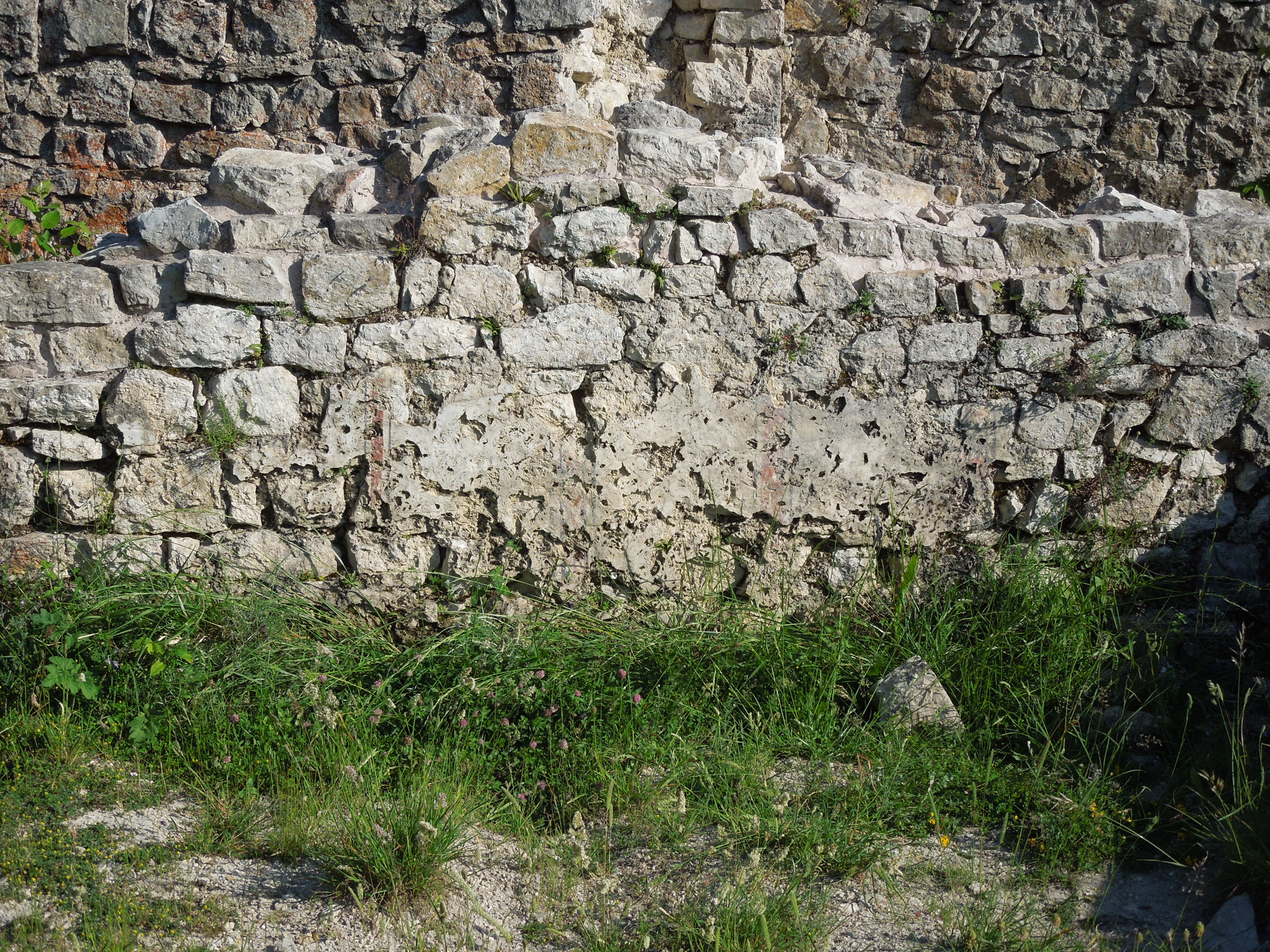
Muro con tracce di affresco all'interno del recinto.
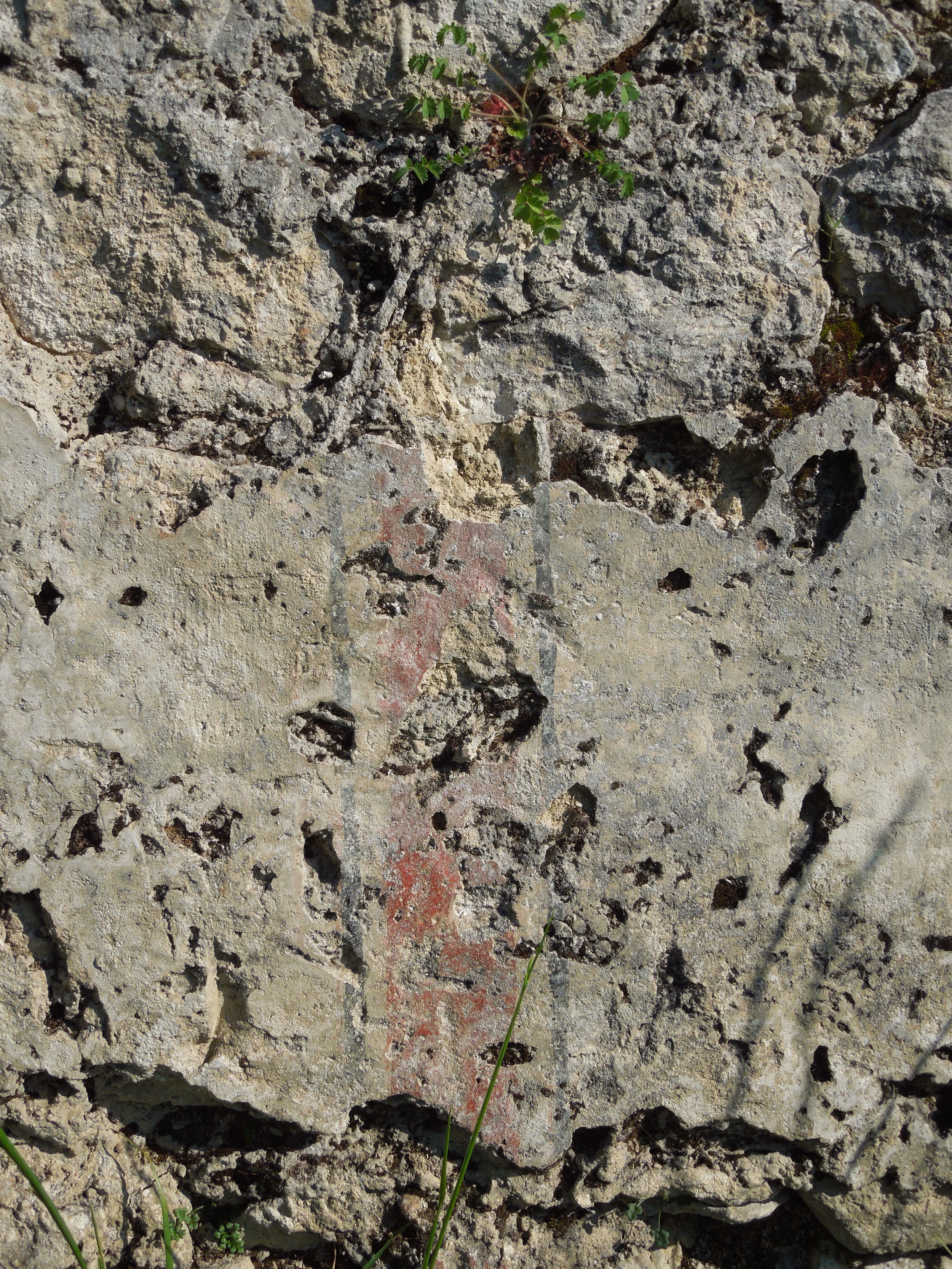
Particolare di una delle tracce di affresco.
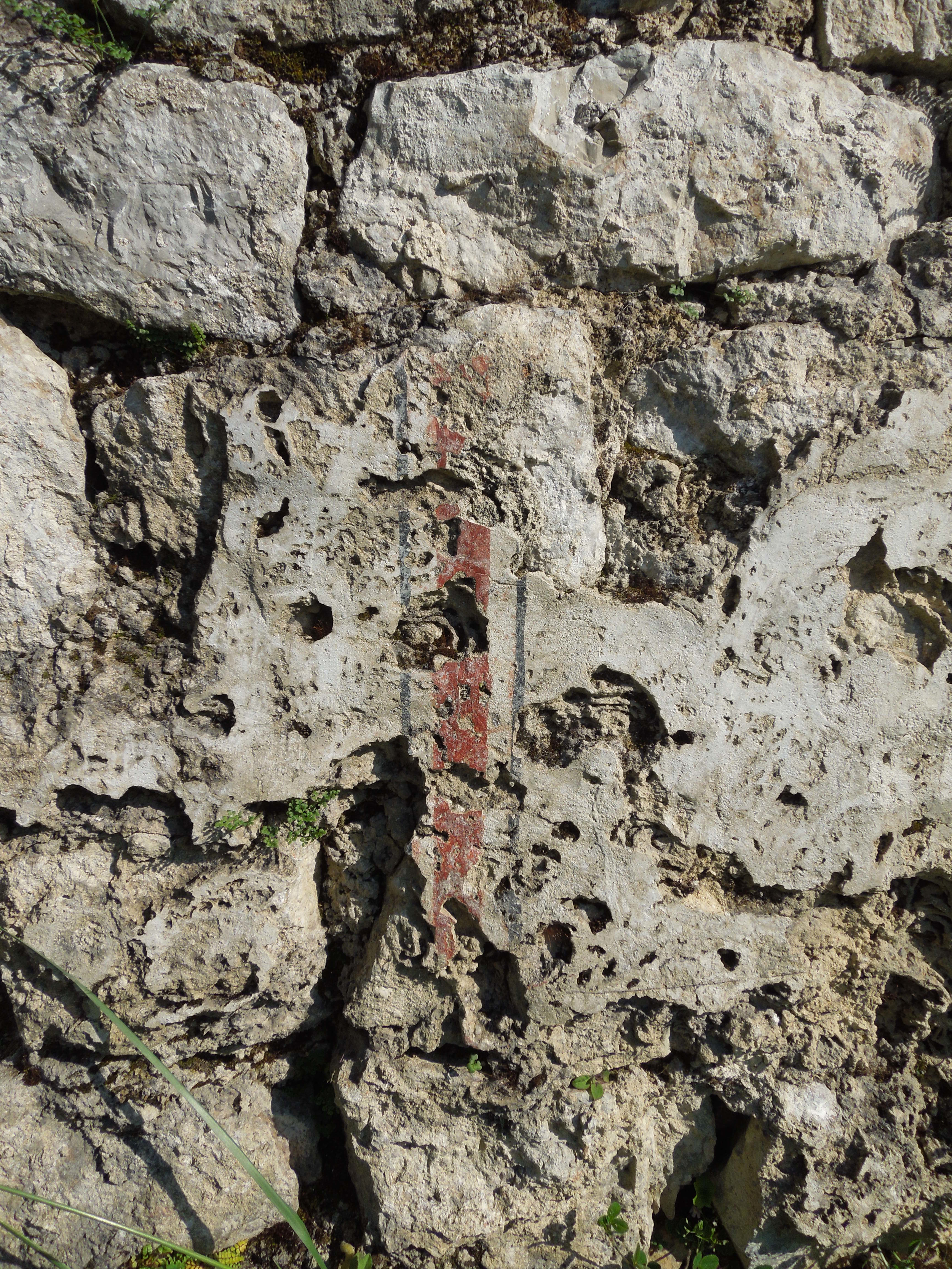
Particolare di una delle tracce di affresco.
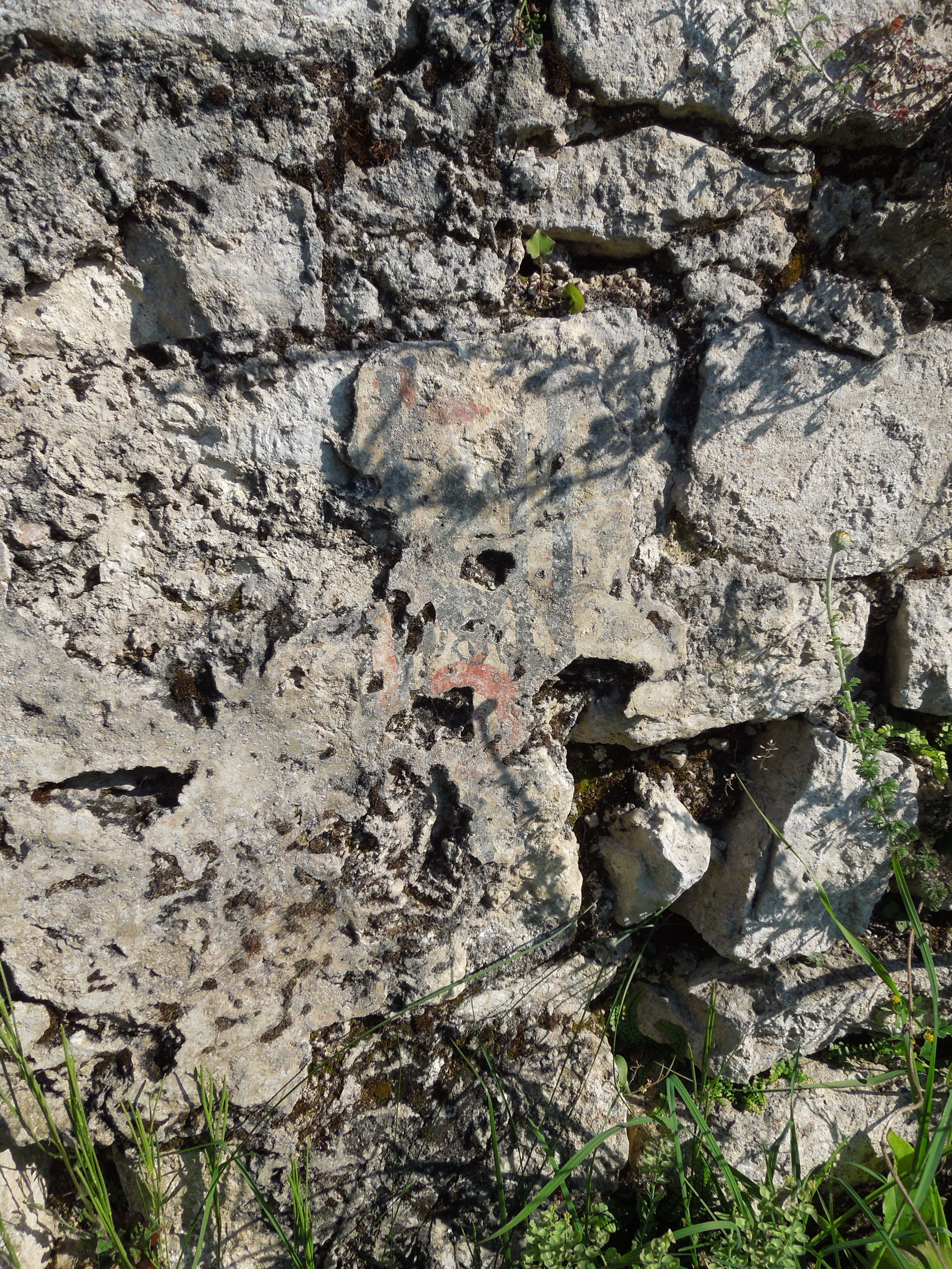
Particolare di una delle tracce di affresco.
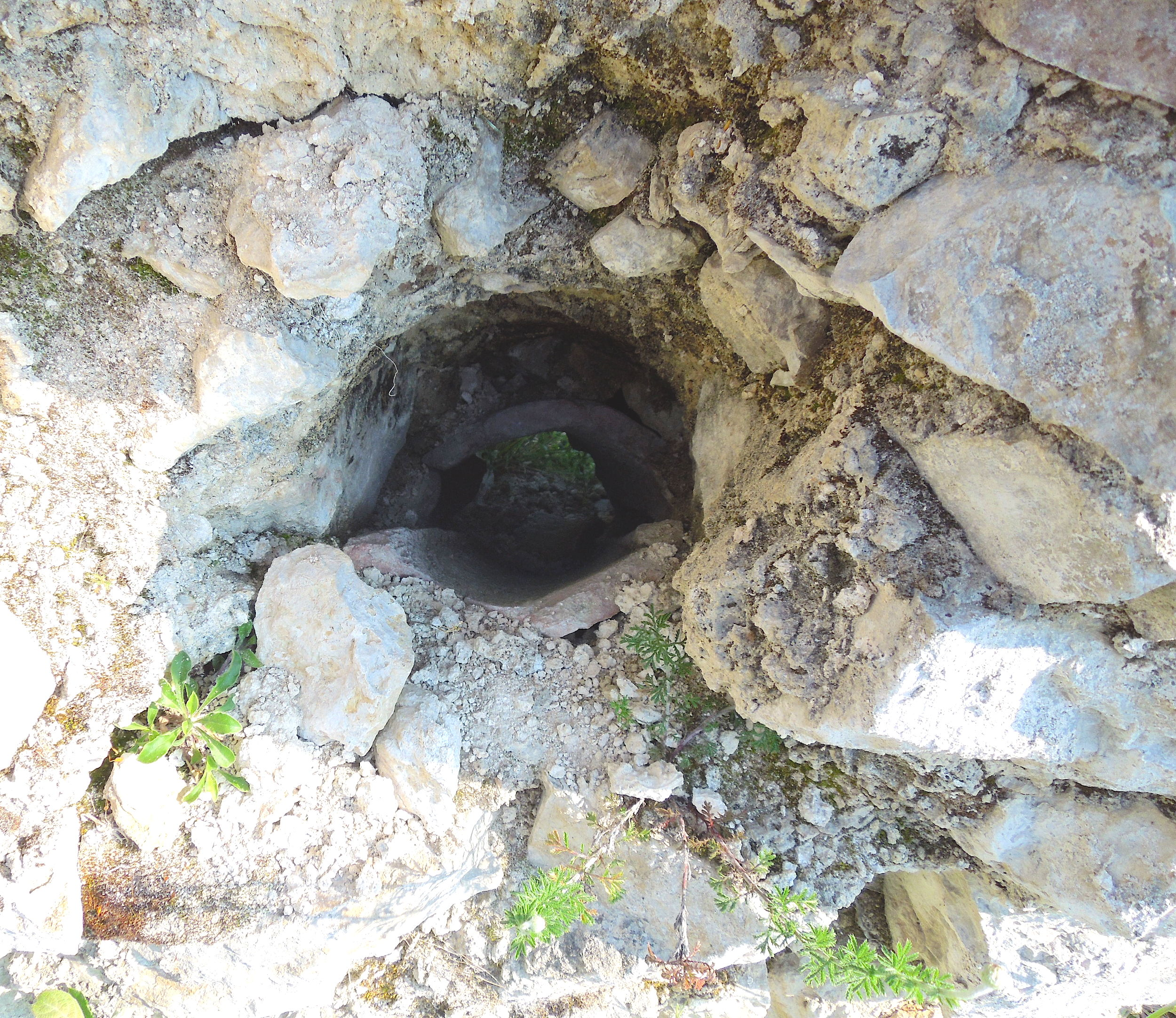
Particolare del foro di un muretto all'interno del recinto.
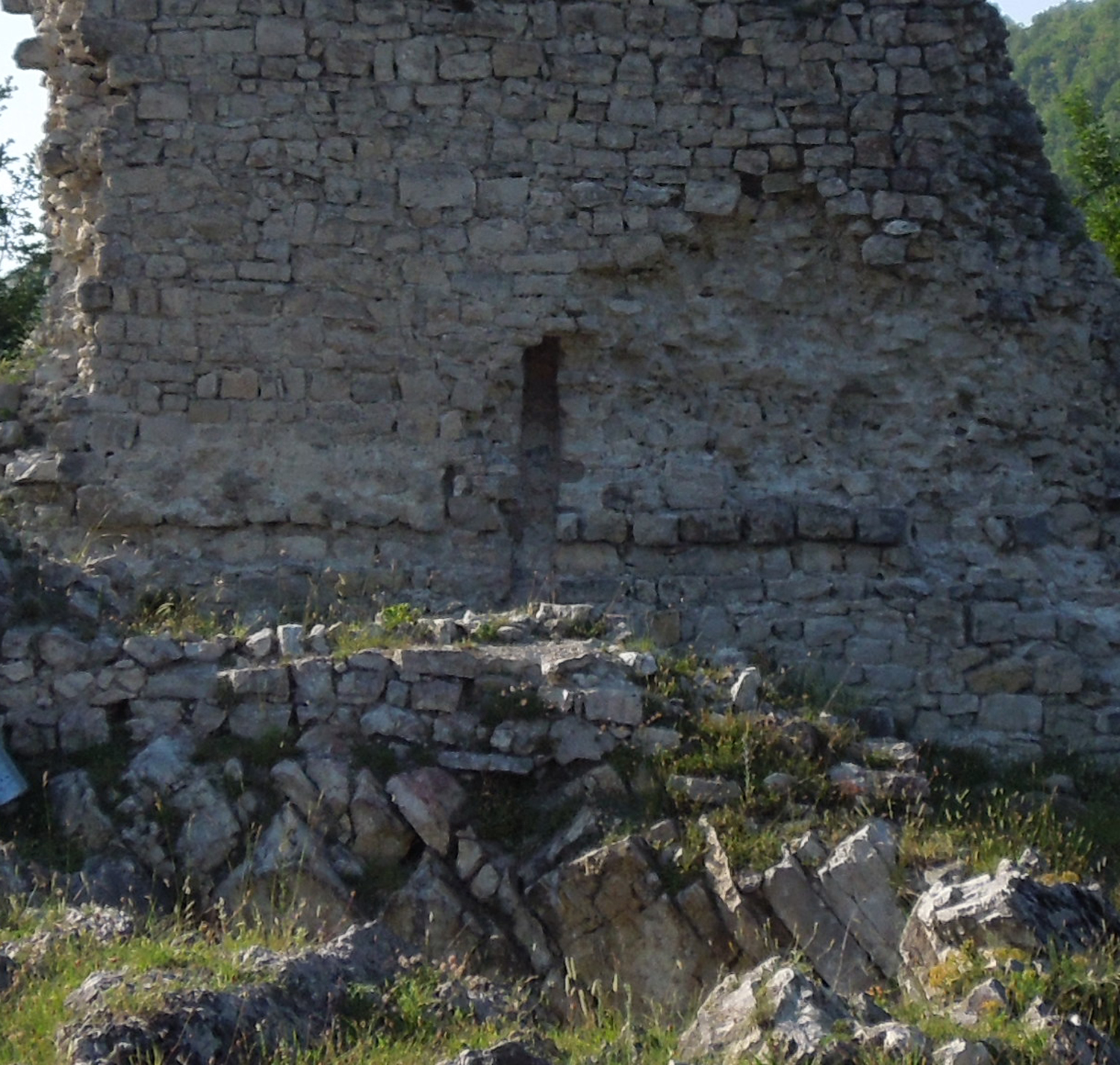
Particolare della probabile canna fumaria della torre sveva.

## Come arrivarci

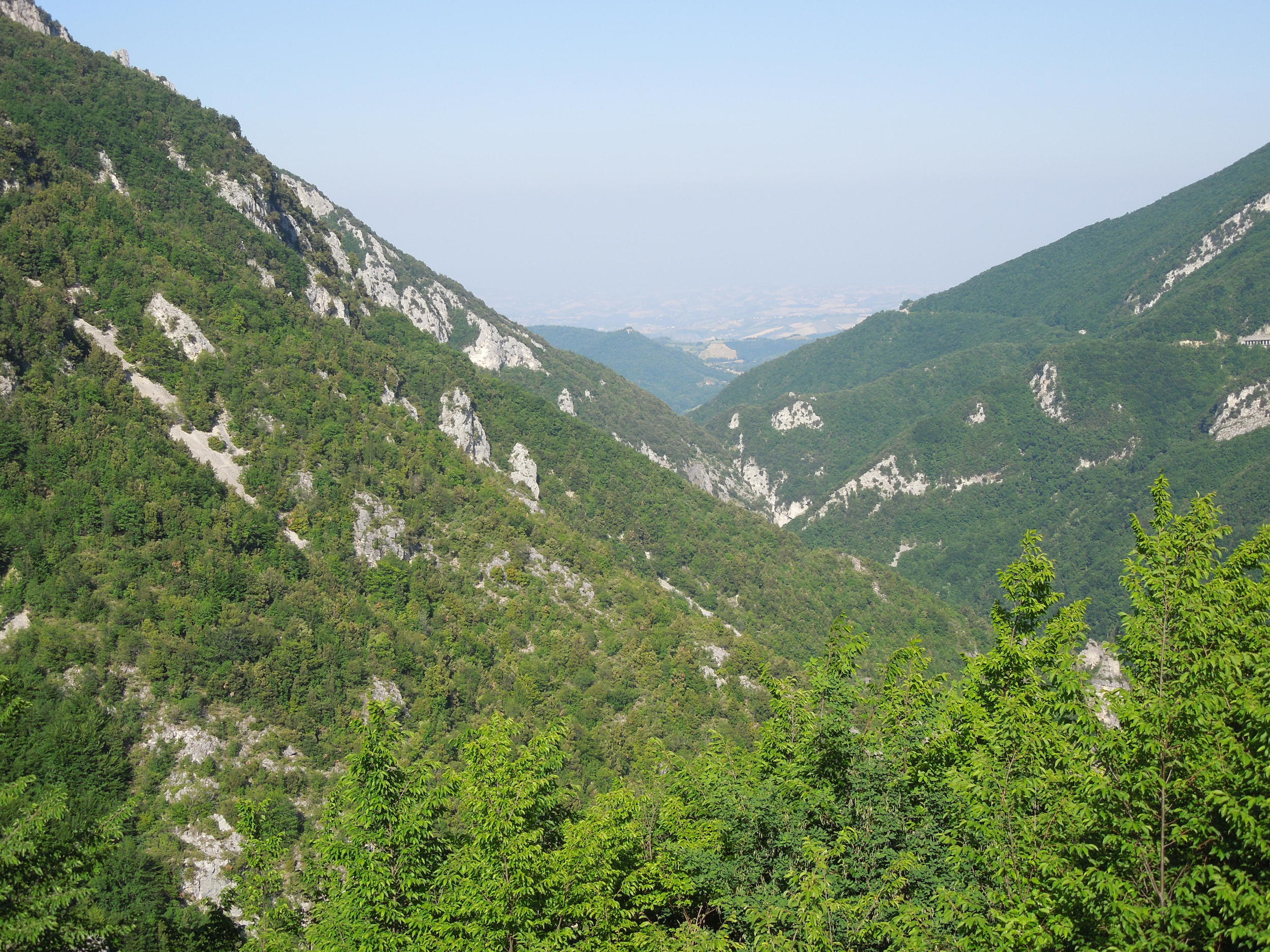
Panorama sulla Valle del Salinello.
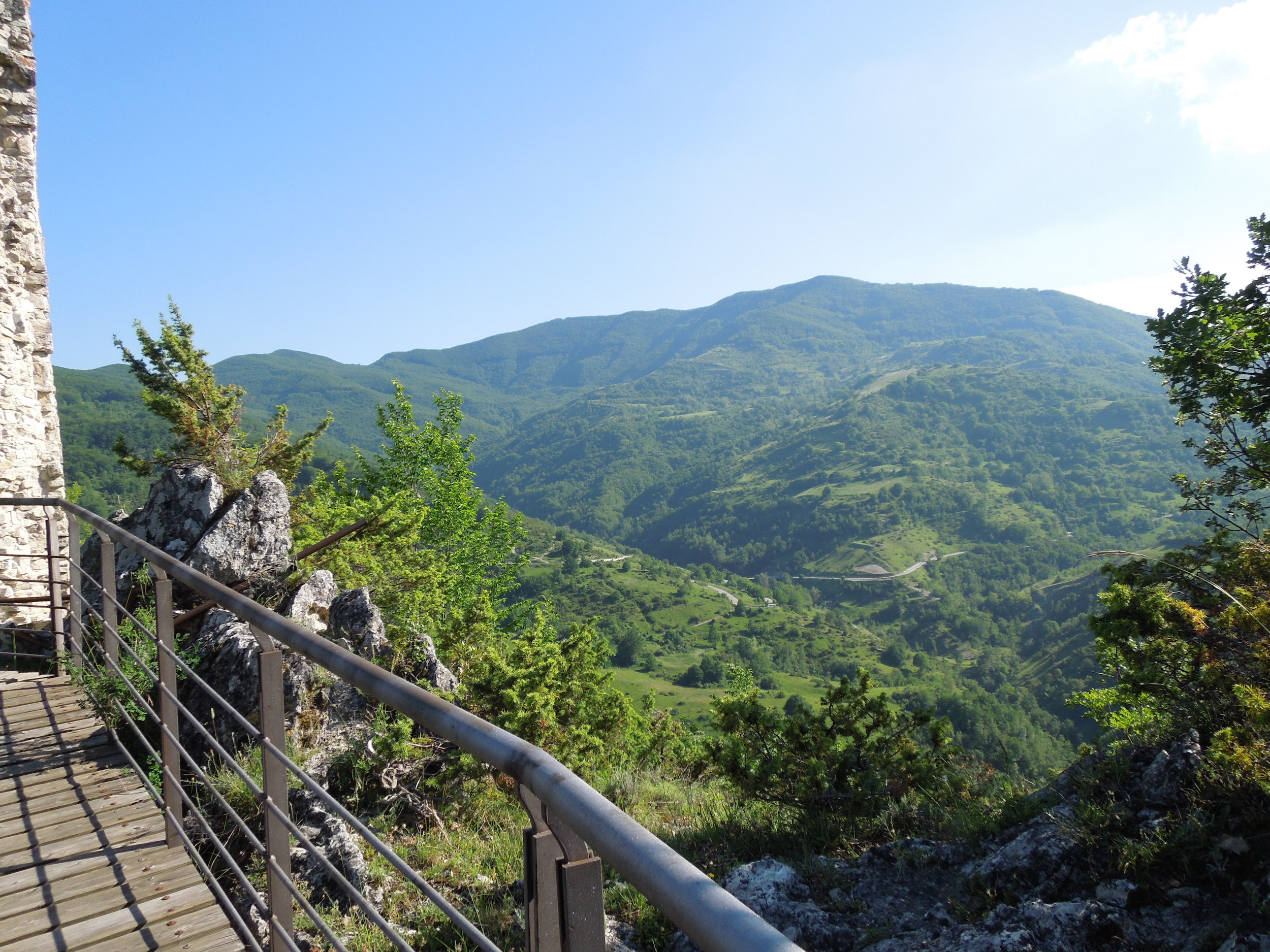
Panorama dalla torre nord di Castel Manfrino
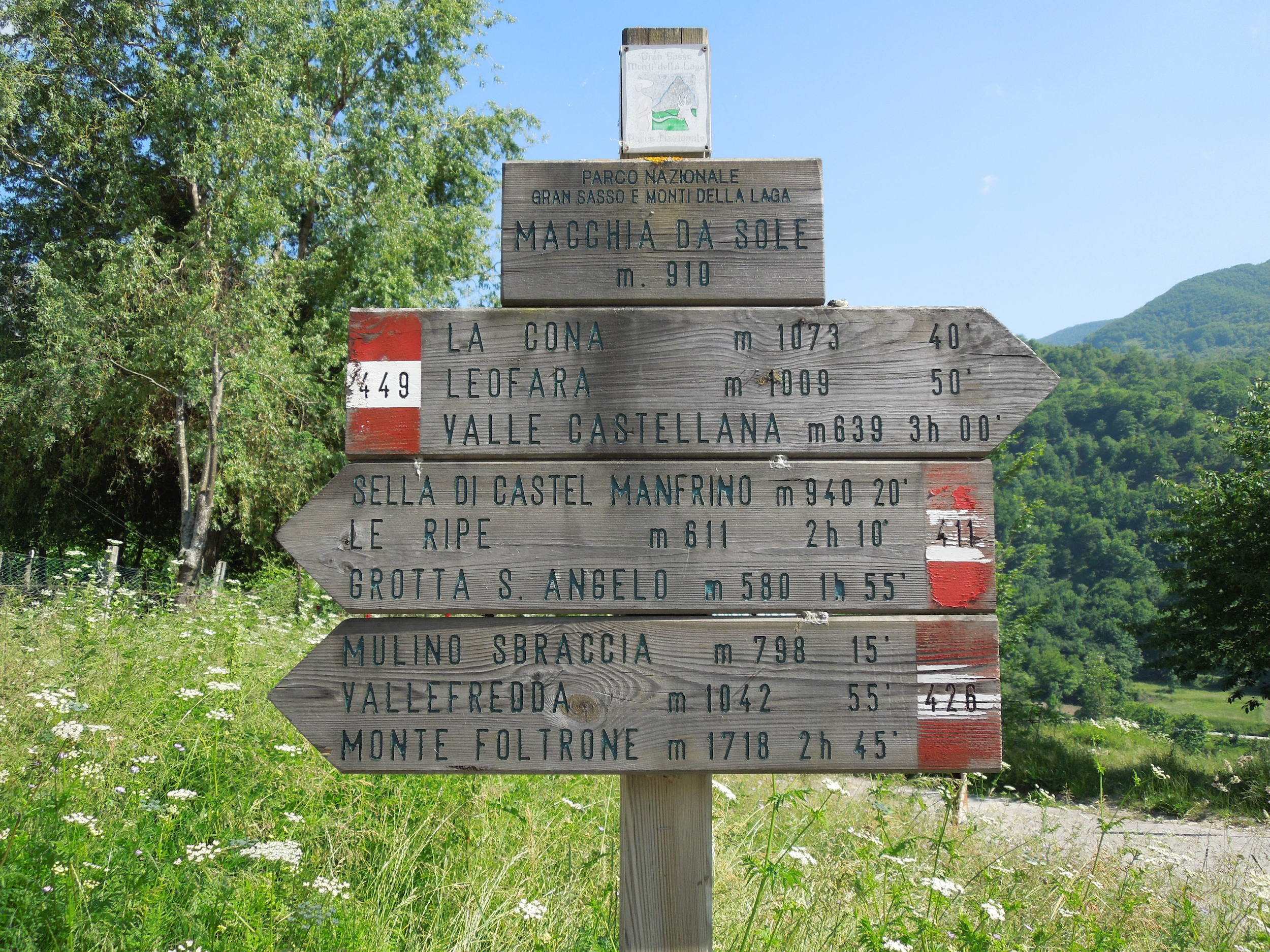
Tabella che indica il sentiero.
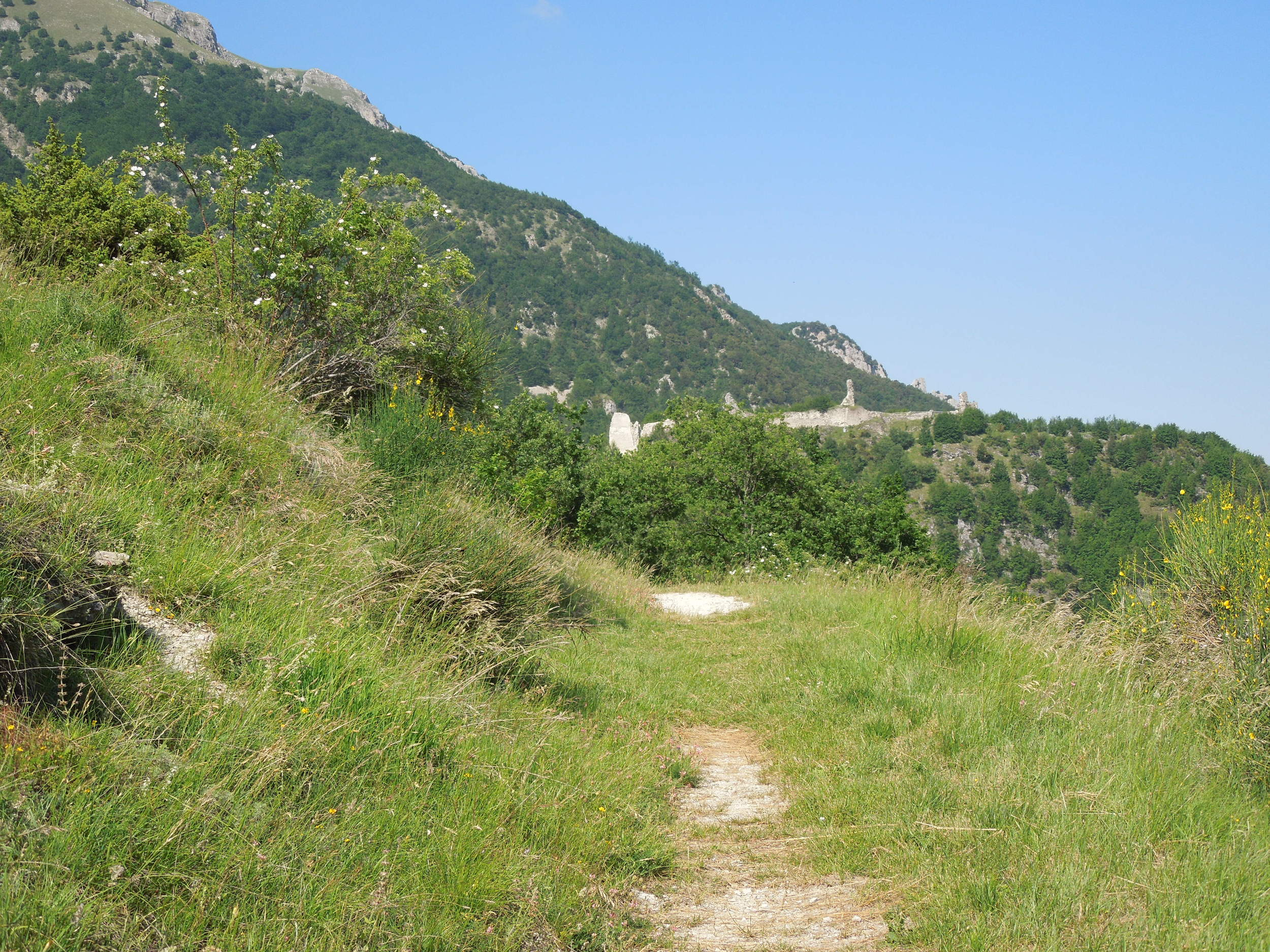
Tratto del sentiero in terra battuta.

- Da Nord: uscita San Benedetto  A14,  Superstrada Ascoli-Mare dir. Ascoli Piceno, uscita Ancarano, Sant'Egidio alla Vibrata, Civitella del Tronto, bivio Rocche di Civitella  SS81, bivio Guazzano,  SP52 per Macchia da Sole.
- Da Sud: uscita Mosciano S.Angelo  A14,  SS80 dir. Teramo, Teramo,  SS81 per Ascoli Piceno, bivio Guazzano,  SP52 per Macchia da Sole.
- Da Ascoli Piceno:  SS81 per Teramo, bivio Guazzano,  SP52 per Macchia da Sole.
- Da Alba Adriatica:  SS259, Nereto, bivio Sant'Omero, Garrufo di Sant'Omero, Sant'Egidio alla Vibrata, Civitella del Tronto, bivio Rocche di Civitella  SS81, bivio Guazzano,  SP52 per Macchia da Sole.
- Da Giulianova:  SS80 per Teramo, Teramo,  SS81 per Ascoli Piceno, bivio Guazzano,  SP52 per Macchia da Sole.
- Da Roma – L'Aquila: uscita Teramo Ovest  A24, Teramo,  SS81 per Ascoli Piceno, bivio Guazzano,  SP52 per Macchia da Sole.
- Da Teramo:  SS81 per Ascoli Piceno, bivio Guazzano,  SP52 per Macchia da Sole.